# 德斯巴赫
德斯巴赫是德国图林根州的一个市镇。总面积6.12平方公里，总人口395人，其中男性216人，女性179人（2011年12月31日），人口密度65人/平方公里。